# Tarachidia erastrioides
Tarachidia erastrioides är en fjärilsart som beskrevs av Achille Guenée 1852. Tarachidia erastrioides ingår i släktet Tarachidia och familjen nattflyn. Inga underarter finns listade i Catalogue of Life.